# Théâtre de marionnettes des Campeurs

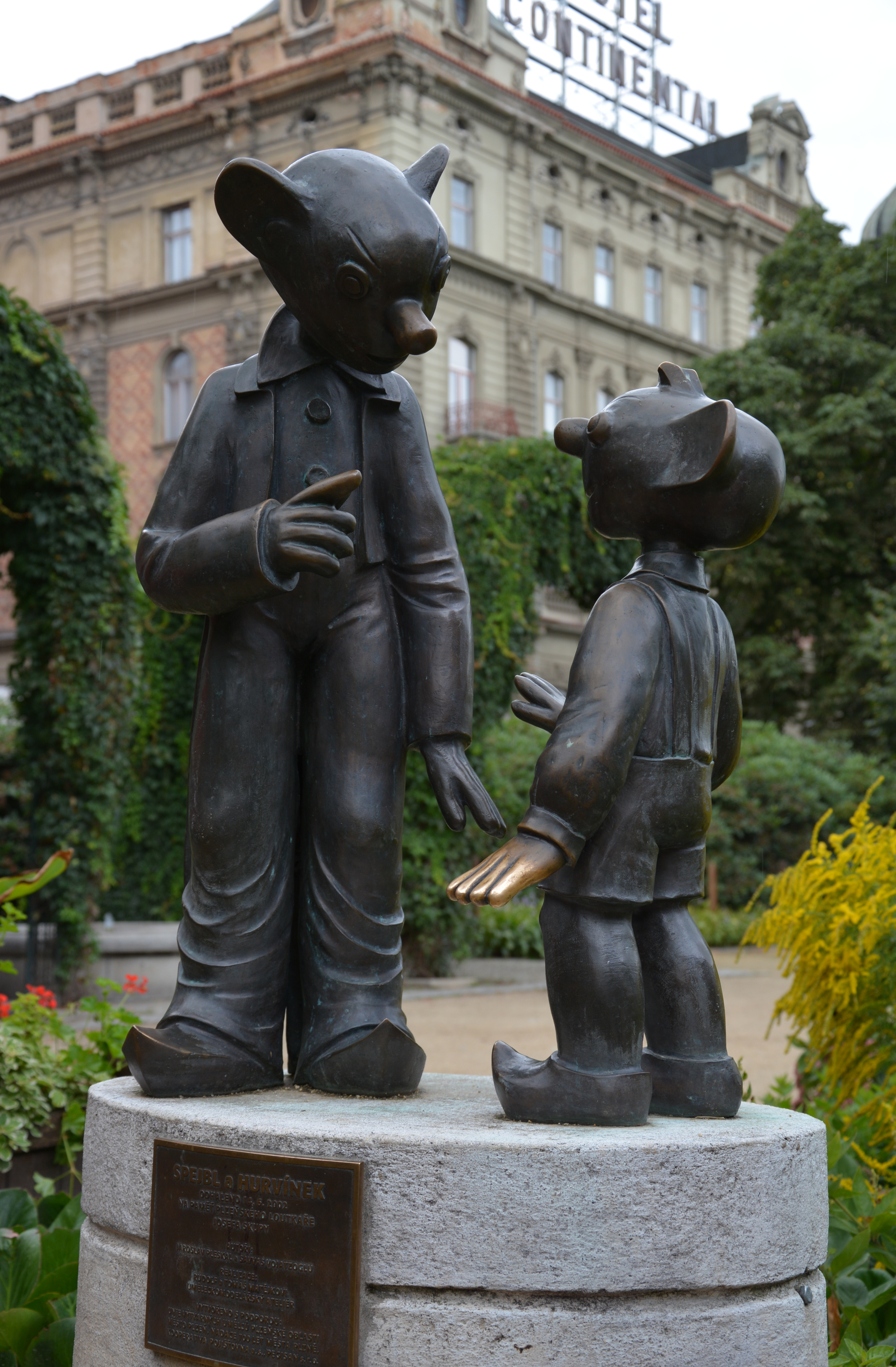
Statue de Spejbl et Hurvinek

Le Théâtre de marionnettes des Campeurs est un théâtre situé à Plzeň en République tchèque.
Fondé en 1913, ce théâtre est un des hauts lieux de la création autour de la marionnette. Il est fréquenté par de grands artistes de marionnette tchèques, comme Karel Novàk ou Josef Skupa. Il connut un grand succès durant l'âge d'or du théâtre de marionnettes tchécoslovaque et y vit la naissance de Spejbl et Hurvinek, les deux marionnettes emblématiques de Josef Skuta et du théâtre de marionnettes tchèque.